# Türkheim–Bad Wörishofen-vasútvonal
A Türkheim–Bad Wörishofen-vasútvonal egy egyvágányú, mindössze 5,2 km hosszú, nem villamosított vasúti szárnyvonal Bajorországban Türkheim és Bad Wörishofen között.
A személyforgalmat egy Siemens Desiro motorvonattal szolgálják ki, teherforgalom 1994 óta nincs a vonalon.